# TMEM91
TMEM91 (англ. Transmembrane protein 91) – білок, який кодується однойменним геном, розташованим у людей на довгому плечі 19-ї хромосоми. Довжина поліпептидного ланцюга білка становить 172 амінокислот, а молекулярна маса — 18 162.
| 10         |  | 20         |  | 30         |  | 40         |  | 50         |
| ---------- |  | ---------- |  | ---------- |  | ---------- |  | ---------- |
| MDSPSLRELQ |  | QPLLEGTECE |  | TPAQKPGRHE |  | LGSPLREIAF |  | AESLRGLQFL |
| SPPLPSVSAG |  | LGEPRPPDVE |  | DMSSSDSDSD |  | WDGGSRLSPF |  | LPHDHLGLAV |
| FSMLCCFWPV |  | GIAAFCLAQK |  | TNKAWAKGDI |  | QGAGAASRRA |  | FLLGVLAVGL |
| GVCTYAAALV |  | TLAAYLASRD |  | PP         |  |            |  |            |

A: Аланін

C: Цистеїн

D: Аспарагінова кислота

E: Глутамінова кислота

F: Фенілаланін

G: Гліцин

H: Гістидин

I: Ізолейцин

K: Лізин

L: Лейцин

M: Метіонін

N: Аспарагін

P: Пролін

Q: Глутамін

R: Аргінін

S: Серин

T: Треонін

V: Валін

W: Триптофан

Задіяний у такому біологічному процесі, як альтернативний сплайсинг. 
Локалізований у мембрані.